# Хессе, Мэри Бренда
Мэри Бренда Хессе (англ. Mary Brenda Hesse, 15 октября 1924, Рейгейт, Суррей — 2 октября 2016) — была английским философом и историком науки, работала в том числе в Лидском, Лондонском и Кембриджском университетах.

## Биография
Мэри Хессе училась в Имперском колледже Лондона, где в 1948 году получила степень доктора философии за диссертацию по электронной микроскопии.
- В 1949 году она получила степень магистра в Университетском колледже Лондона[3].
- С 1947 по 1951 год она читала лекции по математике в Королевском колледже Холлоуэй[англ.] Лондонского университета[2].
- C 1951 по 1955 год она читала лекции по математике в Университете Лидса[2].
- С 1955 по 1959 год она преподавала философию и историю науки в Университетском колледже Лондона[2].
- В 1960 году она была назначена лектором по тому же предмету в Кембриджском университете[2].
- С 1965 по 1992 год она была членом Вулфсонского колледжа, где с 1976 по 1980 год занимала должность вице-президента[2].
- В 1971 году Мэри Хессе была избрана членом Британской академии[2].
- С 1975 года она была профессором философии науки Кембриджа[2].
- В 1979 году она была избрана президентом Ассоциации «Философия науки»[англ.][3].
- В 1984 году Мэри Хессе получила почётную докторскую степень Халлского университета[4].
- В 1985 году она вернулась к статусу студента в Мэдингли-Холл[англ.] и продолжила исследования местной истории сельского хозяйства и ландшафта[2].
- В 1987 году Мэри Хессе получила почётную докторскую степень Гуэлфского университета[4].
- В 1989 году она была избрана членом Европейской академии[4].
- В 2002 году Мэри Хессе получила почётную докторскую степень Кембриджа[2].

## Направления работы
Хессе работала над философскими интерпретациями логики и научных методов, а также над основами естественных и социальных наук.
Она предложила научную методологию, основанную на подходе аналогового моделирования. Хессе дифференцировала эти модели по формальным и материальным, а также по положительным, отрицательным и нейтральным свойствам-аналогам.

### «Модели и аналогии в науке»
Публикация «Модели и аналогии в науке» является доступным введением в тему её исследований.
Хессе утверждает, что модели и аналогии являются неотъемлемой частью понимания научной практики в целом и научного прогресса в частности, особенно того, как расширяется сфера научной теории и как теории генерируют новые прогнозы.
Примерами таких моделей являются модель бильярдного шара для динамической теории газов и модели света, основанные на аналогиях со звуком и волнами воды.
Хессе считала, что для того, чтобы помочь понять новую систему или явление, мы часто создаём аналогичную модель, которая сравнивает эту новую систему или явление с более привычной системой или явлением.

## Память
Вулфсонский колледж с 2018 года по завещанию Мэри Хессе вручает именную стипендию — 8 000 фунтов стерлингов (с возможностью увеличения при повторном присуждении в течение последующих двух лет) — для поддержки студентов колледжа, желающих получить степень доктора искусств и гуманитарных наук.

## Публикации
- Forces and Fields: The Concept of Action at a Distance in the History of Physics, London, New York: T. Nelson, 1961, Dover 2005
- Models and Matter, in: David Bohm, Nicholas Kemmer, Brian Pippard, Mary Hesse, N. R. Hanson, Maurice Pryce, Stephen Toulmin: Quanta and Reality, American Research Council 1962
- Models and Analogies in Science, Sheed and Ward 1963, University of Notre Dame Press 1966
- The Structure of Scientific Inference, 1974.
- Revolutions and Reconstructions in the Philosophy of Science, 1980.